# بخش پاریس
بخش پاریس (به فرانسوی: Arrondissement de Paris) یک بخش در فرانسه است که در ایل-دو-فرانس واقع شده‌است.